# Władysław Kabajew
Władysław Ołeksandrowycz Kabajew, ukr. Владислав Олександрович Кабаєв (ur. 1 września 1995 w Odessie) – ukraiński piłkarz, grający na pozycji pomocnika lub napastnika.

## Kariera piłkarska

### Kariera klubowa
Wychowanek Szkoły Sportowej Czornomoreć Odessa, której barwy bronił w juniorskich mistrzostwach Ukrainy (DJuFL). Karierę piłkarską rozpoczął 9 września 2011 w drużynie młodzieżowej Czornomorca, a 30 sierpnia 2014 debiutował w podstawowym składzie odeskiego klubu. 22 maja 2017 roku podpisał dwuletni kontrakt z Zorią Ługańsk.

### Kariera reprezentacyjna
Występował w juniorskiej reprezentacji Ukrainy U-17. Potem bronił barw młodzieżówki.